# 関市立富野中学校
関市立富野中学校（せきしりつ とみのちゅうがっこう）は、岐阜県関市にある公立中学校。

## 沿革
- 1947年（昭和22年）4月 - 武儀郡富野村に富野村立富野中学校として開校。
- 1948年（昭和23年） - 富野小学校の隣接地（富野村西神野272）に移転。
- 1954年（昭和29年）9月10日 - 富野村が関市に編入される。同時に関市立富野中学校に改称する。
- 1955年（昭和30年）7月10日 - 関市と美濃市との境界変更により、長洞地区[注釈 1]が美濃市に編入される。この地区の生徒は美濃市の美濃中学校へ転出する。
- 1956年（昭和31年） - 現在地に新築移転。
- 1962年（昭和37年）1月 - 関市と美濃市との境界変更により、白木野地区[注釈 2]が関市に編入される。この地区の生徒は美濃中学校から富野中学校に転入する。
- 1980年（昭和55年） - 体育館が完成。
- 1982年（昭和57年） - 新校舎（鉄筋コンクリート造3階建）が完成。

## 通学区域[1]
- 西神野
- 神野
- 小野
- 上大野
- 志津野

## 進学前小学校
- 富野小学校

## 交通アクセス
- 関市内巡回バス

D1 わかくさ・富野線「八神消防車庫前」バス停より徒歩約5分。